# Броньятуро
Броньятуро (італ. Brognaturo, сиц. Brognaturu) — муніципалітет в Італії, у регіоні Калабрія, провінція Вібо-Валентія.
Броньятуро розташоване на відстані близько 490 км на південний схід від Рима, 45 км на південний захід від Катандзаро, 23 км на схід від Вібо-Валентії.
Населення — 635 осіб (2014).
Щорічний фестиваль відбувається 5 лютого. Покровитель — Madonna della Consolazione.

## Демографія
Населення за роками:

Станом на 1 січня 2023 року в муніципалітеті офіційно проживало 60 іноземців з 16 країн, серед них 8 громадян країн Євросоюзу.

## Сусідні муніципалітети
- Бадолато
- Кардінале
- Гуардавалле
- Сан-Состене
- Санта-Катерина-делло-Йоніо
- Сімбаріо
- Спадола
- Стіло